# Pascal Quignard

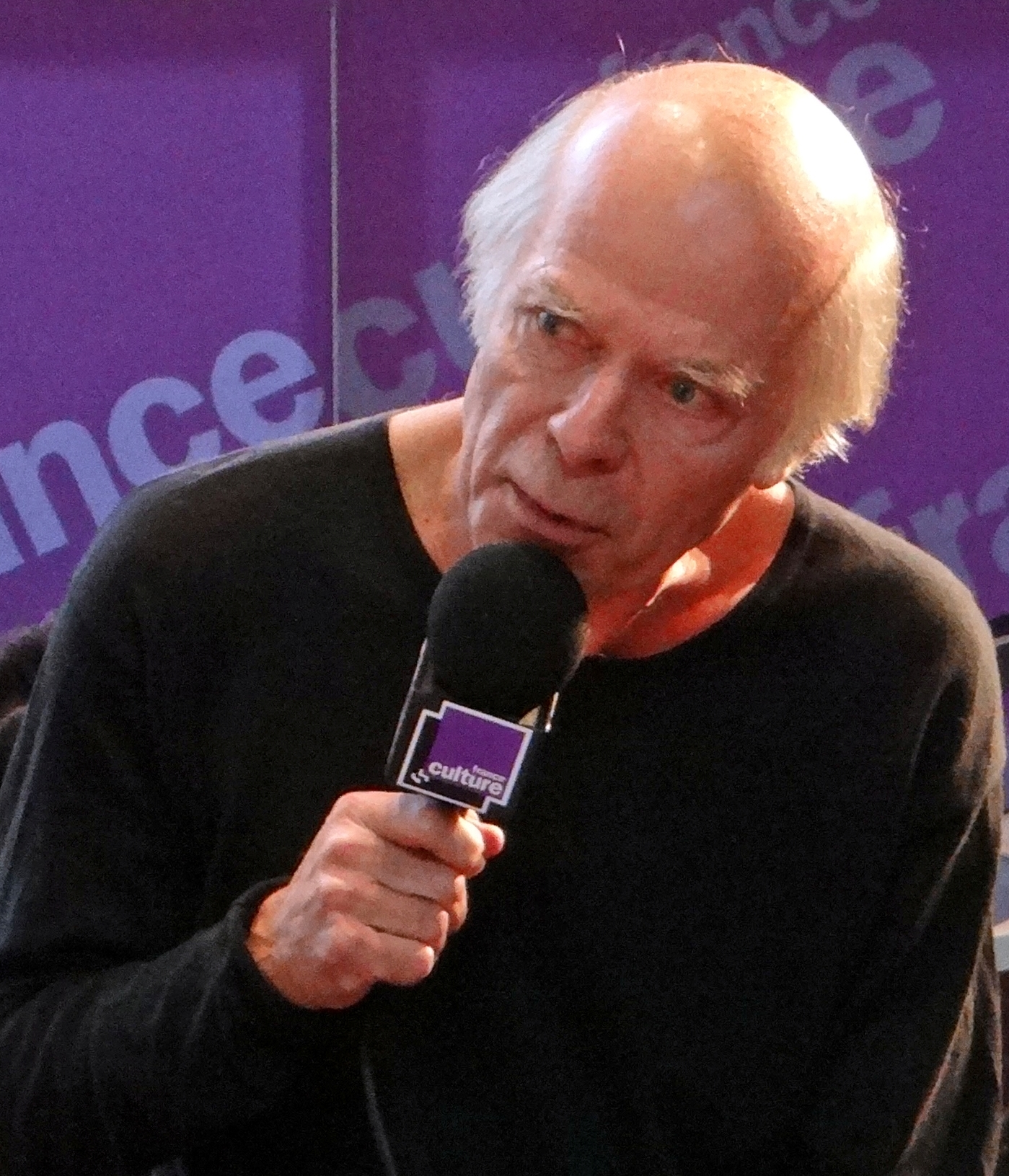
Pascal Quignard (2013).

Pascal Quignard (* 23. April 1948 in Verneuil-sur-Avre, Frankreich) ist ein französischer Schriftsteller. Er zählt zu den wichtigsten Gegenwartsautoren Frankreichs, ist in Deutschland aber weitgehend unbekannt. Sein 2002 erschienenes Werk Les Ombres errantes erhielt den Prix Goncourt, den bekanntesten französischen Literaturpreis. Sein Roman Tous les matins du monde (deutsch: Die siebente Saite) wurde von Alain Corneau unter demselben Titel mit Gerard Dépardieu 1991 verfilmt.

## Werke
- L'Être du balbutiement: essai sur Sacher-Masoch, 1969
- Alexandra de Lycophron, 1971
- La Parole de la Délie : essai sur Maurice Scève, 1974
- Michel Deguy, 1975
- Écho, suivi de Épistolè Alexandroy, 1975
- Sang, 1976
- Le Lecteur, 1976
- Hiems, 1977
- Sarx, 1977
- Les Mots de la terre, de la peur et du sol, 1978
- Inter aerias fagos, 1979
- Sur le défaut de terre, 1979
- Carus, Gallimard, 1979
- Le Secret du domaine, 1980
- Les Tablettes de buis d’Apronenia Avitia, Gallimard, 1984
- Petits traités, Tome I, 1981
- Petits traités, Tome II, 1983
- Petits traités, Tome III, 1984
- Le Vœu de silence: essai sur Louis-René des Forêts, 1985
- Une gêne technique à l'égard des fragments, 1986
- Le Salon du Wurtemberg, 1986
- La Leçon de musique, 1987
- Les Escaliers de Chambord, 1989
- Albucius, 1990
- Tous les matins du monde, 1991 (dt.: Die siebente Saite, ISBN 978-3-442-42050-6)
- Georges de la Tour, 1991,
- Le Nom sur le bout de la langue, 1993
- Le Sexe et l'Effroi, 1994
- L'Occupation américaine, 1994  (dt.: Die amerikanische Besatzung, ISBN 978-3-932191-11-4)
- Les Septante, 1994
- L'Amour conjugal, 1994
- Rhétorique spéculative, 1995
- La Haine de la musique, 1996
- Vie secrète, 1998
- Terrasse à Rome, 2000 (dt.: Auf einer Terrasse in Rom, ISBN 978-3-85842-468-6)
- Tondo, 2002
- Les Ombres errantes (Dernier Royaume, Tome I), 2002
  - Die wandernden Schatten. Letztes Königreich, I. Aus dem Französischen von Holger Fock und Sabine Müller. Zürich : diaphanes, 2015. ISBN 978-3-03734-705-8.
- Sur le jadis (Dernier Royaume, Tome II), 2002

- - Über das Einst. Letztes Königreich, II. Aus dem Französischen von Holger Fock und Sabine Müller. Zürich : diaphanes, 2016. ISBN 978-3-03734-558-0.

- Abîmes (Dernier Royaume, Tome III), 2002
- Les Paradisiaques (Dernier Royaume, Tome IV), 2005
- Sordidissimes (Dernier Royaume, Tome V), 2005
- Écrits de l'éphémère, 2005
- Pour trouver les Enfers, 2005
- Quartier de la Transportation (zusammen mit Jean-Paul Marcheschi), 2006
- Villa Amalia, 2006
- L'Enfant au visage couleur de la mort, 2006
- Triomphe du temps, 2006
- Ethelrude et Wolframm, 2006
- Le Petit Cupidon, 2006
- Requiem, 2006
- La Nuit sexuelle, 2007
- Boutès, 2008
- La barque silencieuse (Dernier Royaume VI), 2009
- Medea, 2011
- Les solidarités mystérieuses, 2011
- Sur le désir de se jeter à l'eau (zusammen mit Irène Fenoglio), 2011
- Les désarçonnés (Dernier Royaume VII), 2012